# De skrå brædder
De skrå brædder er en dansk dokumentarfilm fra 1995 med instruktion og manuskript af Claus Bjerre.

## Handling
Teatret skifter jo den reelle sandhed ud med en ny sandhed, som på en eller anden måde er meget stærkere. Ordene er instruktøren Kaspar Rostrups og indledningen til »Fortællinger fra Det ny Teater«, hvor også Sam Besekow, Bodil Udsen, Jens Kistrup, Susse Wold, Lili Lani, Frits Helmuth, Else Marie Hansen, Ghita Nørby og Ove Sprogøe veloplagte bidrager med minder, oplevelser og tankefulde refleksioner, der sammen med en prægtig kulturskat af fotos og gamle filmstrimler danner en mosaik af Det ny Teaters historie fra starten i 1908 til 1994, men også af selve teatrets inderste væsen og skuespillets magi og hemmeligheder, af arbejdet, den evige udvikling, livet, ensomheden, larmen og stilheden.